# 27 MC
Met de term 27 MC of 27 megacycles per second wordt de CB-frequentieband bedoeld, waarbij CB staat voor Citizens' Band, Engels voor "burgerlijke radioband". De term is de verouderde Engelse benaming voor 27 megahertz, de algemene frequentie. De golflengte is 11 meter. Vandaar dat de CB-band ook wel 11-meter-band genoemd wordt. In Nederland loopt de band van 26,965 MHz tot 27,405 MHz.
Het zenden gebeurt met het zogenaamde "bakkie", een radio waarmee ontvangen maar ook uitgezonden kan worden. Overigens gebruiken soms ook radiopiraten deze term om hun zendapparaat aan te duiden. Het gebruik van CB-radiozendontvangers is vergunningvrij maar wel aan regels gebonden. Zo moet er gebruikgemaakt worden van goedgekeurde apparatuur en mag er alleen uitgezonden worden met een drietal modulatietechnieken en bijbehorende vermogens.

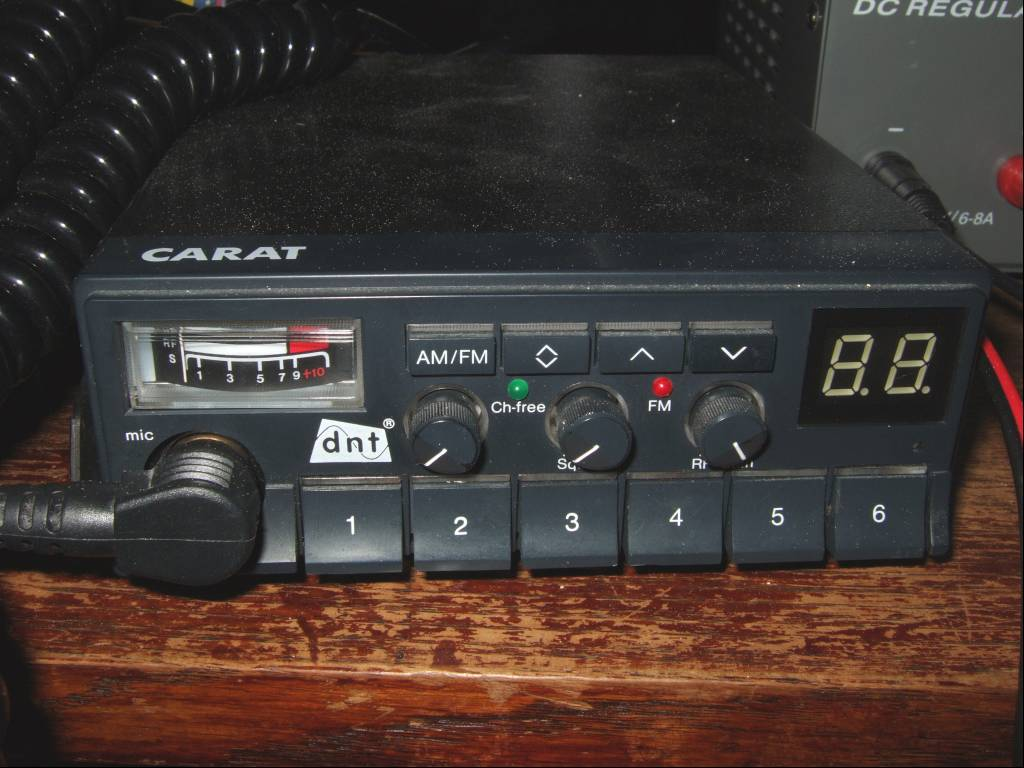
27MC-'bakkie'

## Wetgeving in Nederland
De Regeling gebruik van frequentieruimte zonder vergunning en zonder meldingsplicht 2015 bepaalt onder meer dat geen vergunning is vereist voor gebruik van frequentieruimte indien daarbij gebruik wordt gemaakt van radiozendapparaten in de 27MHz-frequentieband (CB), mits gebruikt in de in bijlage 3 daarvan aangegeven frequentiebanden en met inachtneming van de daarbij behorende gebruiksvoorschriften.
| Modulatie     | Draaggolf (max. PEP) | Modulatie (max. PEP) | Kanaalspatiëring |
| ------------- | -------------------- | -------------------- | ---------------- |
| FM            | 4 W                  | 4 W                  | 10 kHz           |
| AM            | 1 W                  | 4 W                  | 10 kHz           |
| SSB (LSB/USB) | n.v.t.               | 4 W                  | 10 kHz           |

In de 27MC-band wordt over het algemeen gesproken over kanalen in plaats van frequenties. In Nederland zijn er 40 kanalen beschikbaar voor legaal gebruik. Veel moderne radio's laten zowel frequentie als kanaalnummer zien.
Bepaalde kanalen hebben in Nederland een aparte functie. Omdat het in sommige gevallen om Internationale verbindingen gaat, is het verstandig om hier rekening mee te houden bij gebruikmaken van de 27 MC.
Hieronder een overzicht van de kanalen:
| Kanaal | Gebruik                                        | Frequentie (MHz) |    | Kanaal                                              | Gebruik | Frequentie (MHz) |
| 01     |                                                | 26,965           |    | gereserveerd                                        | 27,195  |                  |
| 02     |                                                | 26,975           | 20 |                                                     | 27,205  |                  |
| 03     |                                                | 26,985           | 21 | Algemeen oproepkanaal België FM                     | 27,215  |                  |
|        | gereserveerd                                   | 26,995           | 22 | Campers en korte mobiele verbindingen               | 27,225  |                  |
| 04     | Algemeen oproepkanaal Duitsland                | 27,005           | 23 |                                                     | 27,255  |                  |
| 05     |                                                | 27,015           | 24 | Internationaal kanaal voor Packetradio 1k2          | 27,235  |                  |
| 06     | Het Amerikaanse 'Super Bowl' kanaal AM         | 27,025           | 25 |                                                     | 27,245  |                  |
| 07     |                                                | 27,035           | 26 |                                                     | 27,265  |                  |
|        | gereserveerd                                   | 27,045           | 27 |                                                     | 27,275  |                  |
| 08     |                                                | 27,055           | 28 |                                                     | 27,285  |                  |
| 09     | Noodoproep                                     | 27,065           | 29 |                                                     | 27,295  |                  |
| 10     |                                                | 27,075           | 30 | Internationaal voor SSTV                            | 27,305  |                  |
| 11     | Testkanaal                                     | 27,085           | 31 |                                                     | 27,315  |                  |
|        | gereserveerd                                   | 27,095           | 32 | Kerkdiensten (voornamelijk vanuit Groot-Brittannië) | 27,325  |                  |
| 12     |                                                | 27,105           | 33 |                                                     | 27,335  |                  |
| 13     | Brommobielen                                   | 27,115           | 34 |                                                     | 27,345  |                  |
| 14     | Algemeen oproepkanaal Nederland                | 27,125           | 35 |                                                     | 27,355  |                  |
| 15     | Algemeen oproepkanaal België AM                | 27,135           | 36 |                                                     | 27,365  |                  |
|        | gereserveerd                                   | 27,145           | 37 |                                                     | 27,375  |                  |
| 16     | Veel gebruikt door 4×4-rijders (terreinwagens) | 27,155           | 38 | LSB Amerikaanse CB-stations                         | 27,385  |                  |
| 17     | sleepslang kanaal                              | 27,165           | 39 | Internationaal kanaal voor Packetradio 1k2          | 27,395  |                  |
| 18     |                                                | 27,175           | 40 |                                                     | 27,405  |                  |
| 19     | Truckers                                       | 27,185           |    |                                                     |         |                  |

## Bereik van de zenders
Normaal gesproken zijn er in deze band alleen zichtverbindingen mogelijk (ca. 25 km). Tijdens verhoogde zonneactiviteit kan de propagatie echter aanzienlijk groter zijn. Zendamateurs spreken dan vaak over "condities". Het is dan mogelijk om in Nederland Franse, Italiaanse en Spaanse CB'ers te horen en in uitzonderlijke gevallen zelfs Amerikanen. Deze propagatie kan zo sterk zijn dat men lokale stations of stations tot 10 km afstand die men normaal makkelijk kan ontvangen, nauwelijks ontvangt. Vooral packetradio ondervond veel hinder van propagatie, waardoor de lokale BBS soms maar nauwelijks te bereiken was en het forwarden (het doorsturen van berichten en bestanden naar een andere BBS) soms moest wachten of via een andere band gedaan werd dan de 27 MC. Internationaal wordt modulatie USB 27,555 MHz gebruikt als aanroepfrequentie tijdens propagatie. Met een voor de Nederlandse markt standaard goedgekeurde CB-radio kan men dus niet bij deze frequentie komen (zie frequentietabel hierboven). Men kan wel op de LSB op de Amerikaanse oproepfrequentie komen (27,385 MHz).

## Geschiedenis
De 27 MC-band kwam in de jaren 1950 in zwang onder Amerikaanse vrachtwagenchauffeurs. De "bakkies" werden gebruikt voor onderlinge communicatie en doorbraken hiermee de sleur van de lange geestdodende ritten, maar ook kon men elkaar hulp bieden bij pech. Hieraan wordt gerefereerd in truckersliederen als Giddy Up Go en Teddy Bear van Gerard de Vries, en in de film Convoy gemaakt naar aanleiding van dè CB-hit Convoy van C.W. McCall uit 1975.
In Nederland was op dat moment het gebruik van deze AM-gemoduleerde zenders illegaal. In de lente 1975 werden er actiegroepen opgezet voor vrijer radioverkeer: Stichting Antennevrij en Vereniging de 27MC. De 27MC wist met een strijdlied de tiplijsten van de landelijke hitlijsten te behalen. Al eerder was er ook de landelijke vereniging van 27MC-ers, de VRA-NCBHC (Vereniging van Radio-Amateurs, Nederlandse CitizensBand Hobby Club). Deze vereniging heeft zich met name ook direct tot de politiek gewend. Pas op 3 maart 1980 kwam er verandering en werd in Nederland het gebruik van de CB-band toegestaan. Er mocht met 0,5 watt, FM-gemoduleerd, op 22 kanalen gewerkt worden, mits men in het bezit was van een vergunning op grond van de Telegraaf-en Telefoonwet 1904 (later opgegaan in de Telecommunicatiewet). Dit betrof de zogenaamde MARC-vergunning. Dit stond voor "Machtigingsregeling Algemene Radiocommunicatie", een ministeriële Regeling die in 1980 tot stand kwam onder het bewind van de toenmalige Staatssecretaris van Verkeer en Waterstaat, Neelie Kroes. 
Deze machtiging kostte ƒ 35 per jaar en kon zonder cursus of opleiding door iedereen op het postkantoor aangevraagd en -voor het eerste jaar- gelijk betaald worden, mits je 14 jaar of ouder was.
Het tokkelen werd een immens populaire hobby en binnen korte tijd ontstond er ook een enorme drukte en was het vrijwel onmogelijk geworden op normale tijdstippen lange afstanden te overbruggen.
Mede door deze drukte werden later (in 1982) 40 kanalen toegestaan met een maximumvermogen van 2 watt om uiteindelijk uit te komen op de huidige CEPT-standaard van 40 kanalen met een maximale modulatie van 4 watt op FM. Sinds 2001 is daarbij AM- en SSB-modulatie ook vrijgegeven om te gebruiken, met een maximale modulatie van 4 watt.

## Heden
De enorme drukte van de jaren 1970 en 1980 is voorbij. Velen zijn gestopt met de hobby; men is niet meer geïnteresseerd en communicatie is dankzij gsm en internet een andere weg aan het bewandelen.
Een ander deel heeft bij het Agentschap Telecom een examen afgelegd en zich geregistreerd als radiozendamateur (niet te verwarren met de 27MC-vergunning van vroeger).
Desondanks is er nog steeds een groep CB'ers actief en is deze band niet helemaal uitgestorven. De verplichte vergunningen zijn in Nederland en België afgeschaft. Er zijn wel enkele verplichtingen omtrent het plaatsen van een antenne aan een woning of gebouw.

## Enkele uitdrukkingen uit het jargon
NAVO-spellingsalfabetVeel illegale zendamateurs hadden de goede gewoonte om hiervan gebruik te maken bij het spellen van hun call. Voor de officiële zendamateurs was dit alfabet reeds verplicht gesteld.
Kappa!Dit wordt gezegd zodra het tegenstation stopt met zenden en voordat het andere tegenstation met zijn antwoord begint. Zoiets als "begrepen!". Is een verbastering van het Engelse "copy", wat een bevestiging van ontvangst is.
Break-Break!Dit wordt gezegd als iemand wil deelnemen aan het gesprek. Zo iemand wordt een "breaker" genoemd.
FietsenNaar een vrij kanaal zoeken. Men ontmoette elkaar op kanaal 14 (het oproepkanaal) en een van beiden zocht een vrij kanaal. Daarna "fietste" men naar dit vrije kanaal.
KnijperIemand die al dan niet tijdens een gesprek zijn zender aanzet, blijft uitzenden maar niets zegt, meestal met als doel zijn tegenstations te pesten en zo het gesprek onmogelijk te maken. Het knijpen komt van de bekende microfoons die een schakelaar hebben aan de zijkant waarin geknepen moet worden om de radio te laten zenden, de zogenoemde PTT-knop (push to talk). Een dergelijke microfoon wordt ook wel een "handknijpertje" genoemd.
Kacheltje, stoof, lineair of naverbranderMet deze vier uitdrukkingen wordt een eindtrap (lineair) bedoeld die het zendvermogen aanzienlijk omhoog brengt. Deze eindtrappen zijn in Nederland illegaal, maar in alle soorten en maten te verkrijgen: de kleintjes die het vermogen oppeppen tot 15 watt maar ook grotere, tot wel 1000 watt. De term "kacheltje" komt voort uit het feit dat deze apparaten en dan voornamelijk de grote modellen een flinke warmte produceren zodra ze in bedrijf zijn.
MikeHiermee wordt de microfoon bedoeld, typerend voor de zendontvanger.
QSL/QSO-kaartVaak originele, zelfgemaakte briefkaartjes die CB'ers elkaar toesturen na een "QSO", dat wil zeggen een verbinding. Dit gebeurde voornamelijk in de begintijd en is tegenwoordig onder CB'ers vrijwel in onbruik geraakt.
Staande-bijVerbastering van het Engelse woord standby. Een CB'er is staande-bij zodra hij niet actief deelneemt aan gesprekken maar wel aan het luisteren is via het (onderling afgesproken) oproepkanaal.
S-je 9Op een puntenschaal van 1 tot 9 geeft men de signaalsterkte aan, tegenwoordig meestal te zien op de ontvanger met leds: Hoe meer er oplichten hoe beter het signaal. De oude analoge wijzers hebben een groen gedeelte tot aan S9, daarna staat er op de rode schaal 10-20-30-50, men spreekt dan van 10 over 9 of 10 dB.
Volle bakDe meest gebruikte term, als antwoord op de vraag van een zender hoe sterk het signaal overkomt bij een ontvanger, waarbij de signaalmeter volledig (maximaal) uitslaat.
Radiootje 5Op een puntenschaal van 1 tot 5 geeft men de 'verstaanbaarheid' (modulatie/readability) aan. Dit heeft meestal te maken met de kwaliteit van de microfoon.
Rogerbeep of RogerpiepEen pieptoon die te horen is zodra iemand stopt met zenden. Voornamelijk in gebruik op AM en SSB, omdat het daar nauwelijks te horen is wanneer iemand stopt met zenden. Dit in tegenstelling tot FM, waar de radio hard begint te ruisen zodra men stopt met zenden.
Code Rood!Aanduiding dat de opsporingsdienst gesignaleerd is en men moet oppassen met het gebruik van "kacheltjes" en illegale frequenties.
Witte muizenHier wordt de opsporingsdienst (Rijksinspectie Digitale Infrastructuur, vroeger: AT, RDR of RCD) mee bedoeld, op zoek met peilwagens naar illegale zenders. Deze term werd vooral  gebruikt in de tijd dat de 27MC-band nog niet was vrijgegeven.
LockenDit wordt veel gebruikt bij vooral tafelmicrofoons die een speciale knop, de lock, hebben zodat je niet de hele tijd de knop in hoeft te drukken.
KleefvoetAntenne met magneet voor op een auto of vrachtwagen.
1op1Perfecte afstelling van de antenne, te meten met een SWR-meter (ook wel "Staande Golf Meter" genoemd). Andere waarden zijn bijvoorbeeld: 1:1,2 / (vrij goede afstelling) 1:3 (1 op 3): slechte afstelling antenne / (1 op 10):zeer slechte afstelling, waarschijnlijk sluiting in de plug of geen massa genoeg. Degene is vaak niet te ontvangen door een ander station, of zeer slecht.
SprietDe halvegolf- of 5/8-golfantenne is een lange antenne van rond de 5,5 meter (rond de 6,875 meter voor 5/8). Beide antennes kunnen kleine radialen onderaan de antenne hebben.
TokkelenKletsen via de radio. Verbastering van talking.
AlfakanalenBij de indeling van de kanalen is er een standaardkanaalscheiding van 10 kHz, bij kanaal 3, 7, 11, 15 en 19 is de ruimte groter (20 kHz), dit noemen we alfakanalen (tussenkanalen of alpha channels) en deze worden vaak gebruikt als de standaardkanalen "vol" zaten. Het gebruik van deze kanalen is niet toegestaan, ze werden gebruikt voor draadloze afstandsbedieningen van speelgoedautootjes en -vliegtuigjes. Storingen kwamen vaak voor en vliegtuigjes stortten dan ook vaak neer. Tegenwoordig worden deze kanalen hierdoor niet meer gebruikt.
Callen (Roepen)Proberen contact te leggen met andere 27MC'ers, op de FM wordt meestal is er iemand staande-bij? geroepen terwijl op de SSB meestal de callsign en frequentie worden geroepen in de vorm van Cq Cq (callsign) on (frequentie).
'73'sAan het einde van een verbinding "Hartelijke groeten". Term afkomstig van (gelicenseerde) zendamateurs, maar wordt ook wel op de 27 MC gebruikt. Strikt genomen is de uitdrukking '73's onjuist, omdat 'Hartelijke groeten' reeds meervoud is. Correct is '73', zonder de 's' aan het einde.
QRTStoppen met zenden en de zender uitzetten. Term afkomstig van telegrafisten en (gelicenseerde) zendamateurs, maar wordt ook wel op de 27 MC gebruikt.
VossenHierbij wordt gebruik gemaakt van een verstopte 27 MC-zender/baken die afwisselende tonen op een vooraf afgesproken tijd en frequentie uitzendt. De bedoeling is dan om de zender (vos) daadwerkelijk zo snel mogelijk op te sporen.